# Castrum Petrae Roseti

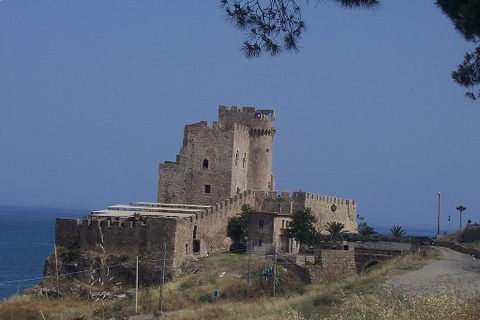
Castrum Petrae Roseti in Roseto Capo Spulico

Das Castrum Petrae Roseti ist eine ursprünglich normannische Küstenfestung aus dem 11. Jahrhundert auf einem Kap an der Küste des ionischen Meeres auf dem Gemeindegebiet von Roseto Capo Spulico in der italienischen Region Kalabrien. Im 13. Jahrhundert wurde sie auf Geheiß des Kaisers und Königs von Sizilien, Friedrich II., neu aufgebaut und dann bis ins 16. Jahrhundert mehrmals umgebaut.

## Geschichte
In normannischer Zeit hatte die Festung strategische Bedeutung, da sie die Aufteilung der Grafschaft Sizilien zwischen Robert Guiskard und seinem Bruder, Roger I. von Sizilien, anzeigte. Sie steht auf den Resten eines basilianisch-nomannischen Stammklosters. Vor nicht allzu langer Zeit gab es dort die kleine, steinerne Siedlung  Roseto (heute: Roseto Capo Spulico).

## Beschreibung
Die Festung ist eine trapezförmige Anlage mit drei Türmen, von denen einer mit Zinnen bewehrt und höher ist als die anderen. In deren Inneren gibt es große Empfangssalons (zu besichtigen; nur das Panorama ist erwähnenswert) und im Außenbereich kann man Zisternen und Stallungen besichtigen. Das heutige Gebäude stammt allerdings nicht vollständig aus dem Mittelalter: Zahlreich waren die Umbauten, die das ursprüngliche Aussehen der Festung vervollständigten und veränderten.
Das heutige Gebäude wurde nicht vor dem 16. Jahrhundert errichtet, enthält aber einige ältere Spuren, die bei den letzten Restaurierungen entdeckt wurden.
Das heutige Gebäude, das sich in privater Hand befindet, steht zum Verkauf.

## Der "Ambossfelsen"

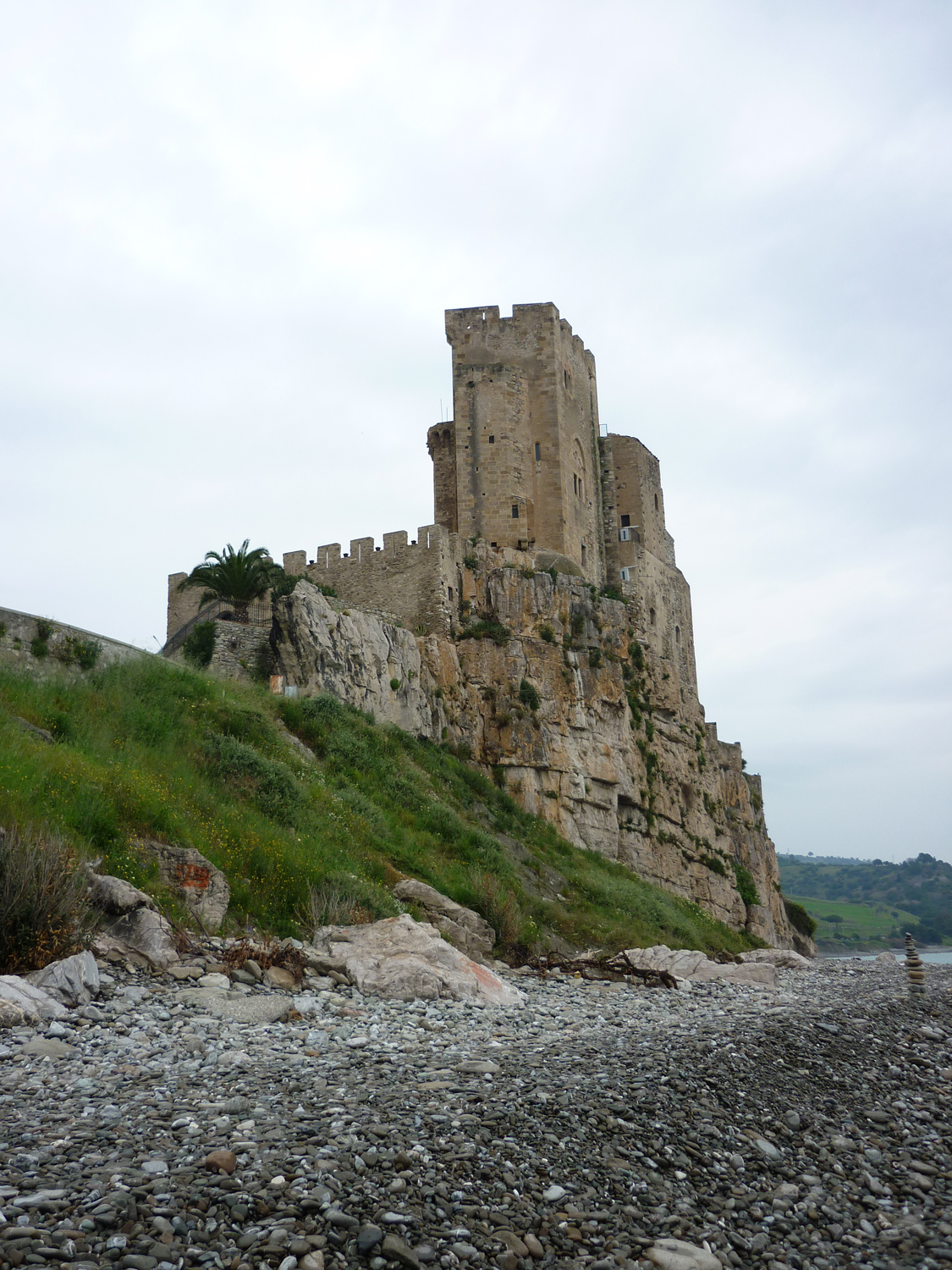
Ansicht der Festung

Unter dem Castrum Petrae Roseti befindet sich im Meer ein kleiner, charakteristischer Steinstapel. Er wird auch „Ambossfelsen“ genannt.
Eine Legende berichtet, dass die Festung von 1204 bis 1253, in der Regierungszeit Friedrichs II., das Heilige Grabtuch beherbergte.